# Burianosaurus
Burianosaurus (Burianosaurus) – rodzaj roślinożernego dinozaura ptasiomiednicznego.
Żył w okresie wczesnej późnej kredy (ok. 94 mln lat temu) na terenach Europy Środkowej. Długość ciała ok. 3–4 m. Jego szczątki znaleziono w 2003 roku w pobliżu Kutnej Hory. Jest to pierwszy znany gatunek dinozaura z Czech. Gatunek typowy Burianosaurus augustai opisano na podstawie kości udowej.
Gatunek nazwano na cześć rysownika Zdenka Buriana i paleontologa Josefa Augusty.